# Pediocactus nigrispinus subsp. indranus
Pediocactus nigrispinus subsp. indranus ist eine Unterart der Pflanzenart Pediocactus nigrispinus in der Familie der Kakteengewächse (Cactaceae). Englische Trivialnamen sind „Indras Cactus“, „Salmon National Forest Cactus“ und „Salmon River Cactus“.

## Beschreibung
Pediocactus nigrispinus subsp. indranus wächst einzeln gedrückt kugelig, manchmal in Gruppen mit bis zu 60 cm im Durchmesser. Er besitzt eine Länge sowie einen Durchmesser von 4 bis 10 cm. Die dunkelrosafarbenen trichterförmigen Blüten haben eine Länge und einen Durchmesser von 1 bis 2 cm. Die schneereichen, kalten, beinahe unbewohnten Gegenden in Zentral-Idaho am Salmon River scheinen der Unterart die idealen Bedingungen zu bieten. Das Verbreitungsgebiet ist begrenzt, jedoch sind kleine Kolonien verstreut angesiedelt. Die Blütezeit ist im Mai.
Er ist bei trockenem Stand bei bis zu minus 20 °C winterhart. Die wurzelechte Kultivierung ist in Europa schwierig. Die typische Unterart ist selten in den Sammlungen zu finden.

## Systematik und Verbreitung
Pediocactus nigrispinus subsp. indranus wächst endemisch im Salmon National Forest in Idaho an südlich zugekehrten Hängen in unterschiedlichen Böden (Lava, Lehm) in hohem Gras in Höhenlagen von 1100 bis 1380 Metern und ist dort vergesellschaftet mit der Opuntia polyacantha und Lewisia rediviva.
Der Name der Unterart bezieht sich auf Indra Hochstätter, die Tochter des Erstbeschreibers. Die Beschreibung als Pediocactus nigrispinus subsp. indranus erfolgte 2003 durch Fritz Hochstätter. Ein Synonym ist
Pediocactus simpsonii subsp. indranus (Hochstätter) Hochstätter (1995).

## Bilder
Pediocactus nigrispinus subsp. indranus:

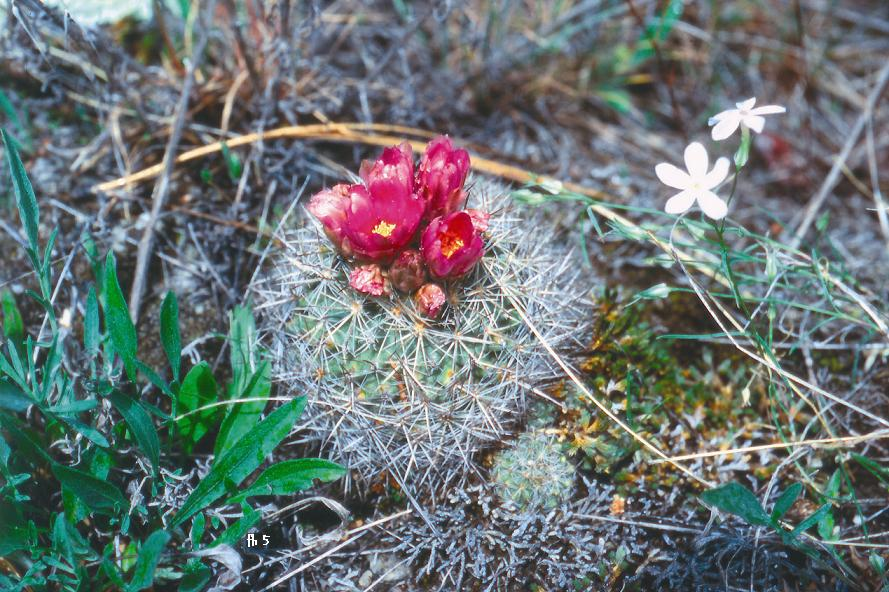
In Blüte im Mai in Idaho.
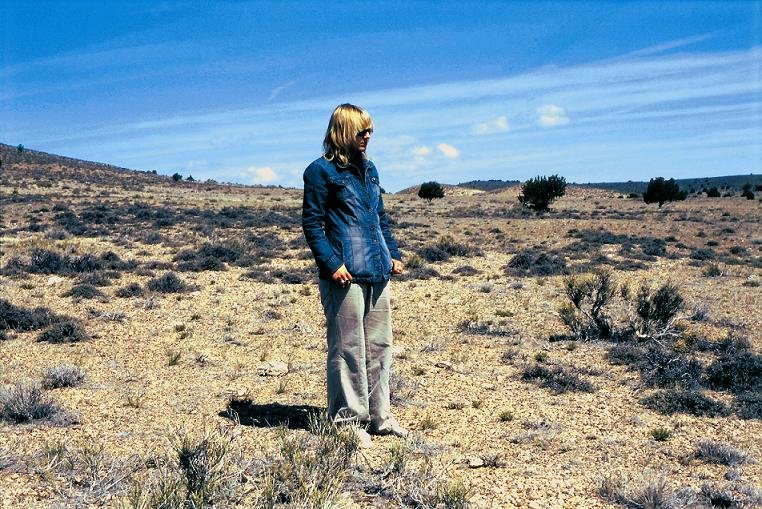
Indra Hochstätter in der Great Basin Wüste.
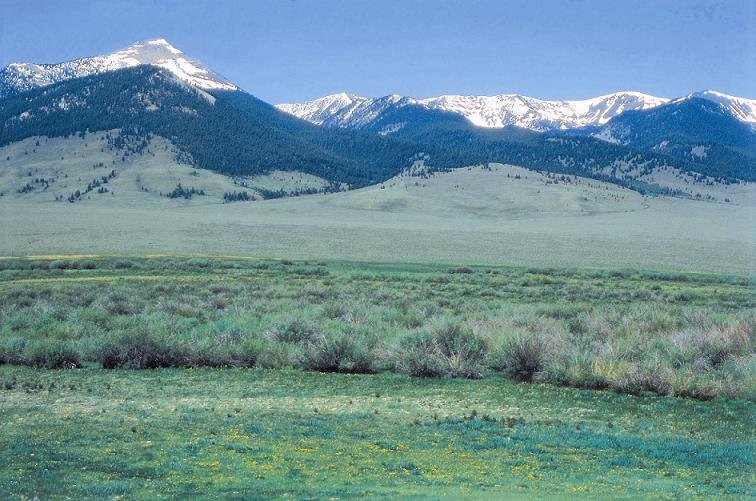
Am Fundort von Pediocactus nigrispinus subsp. indranus in Idaho.